# Essex Junction
Essex Junction es una villa ubicada en el condado de Chittenden en el estado estadounidense de Vermont. En el año 2010 tenía una población de 9.271 habitantes y una densidad poblacional de 735,79 personas por km².

## Geografía
Essex Junction se encuentra ubicado en las coordenadas 44°29′26″N 72°52′34″O / 44.49056, -72.87611.

## Demografía
Según la Oficina del Censo en 2000 los ingresos medios por hogar en la localidad eran de $53,444 y los ingresos medios por familia eran $61,985. Los hombres tenían unos ingresos medios de $40,287 frente a los $26,910 para las mujeres. La renta per cápita para la localidad era de $24,142. Alrededor del 2.9% de la población estaban por debajo del umbral de pobreza.